# Horseball

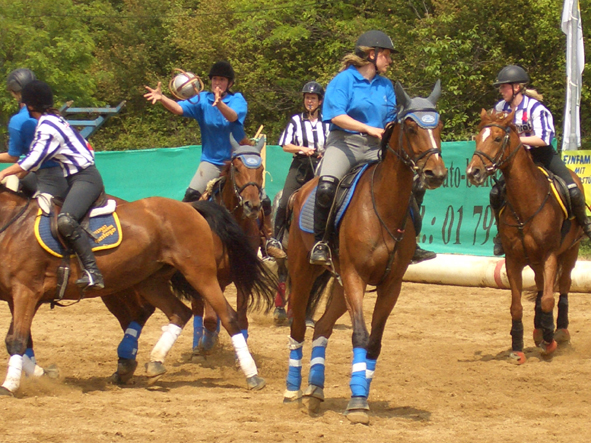
Horseball

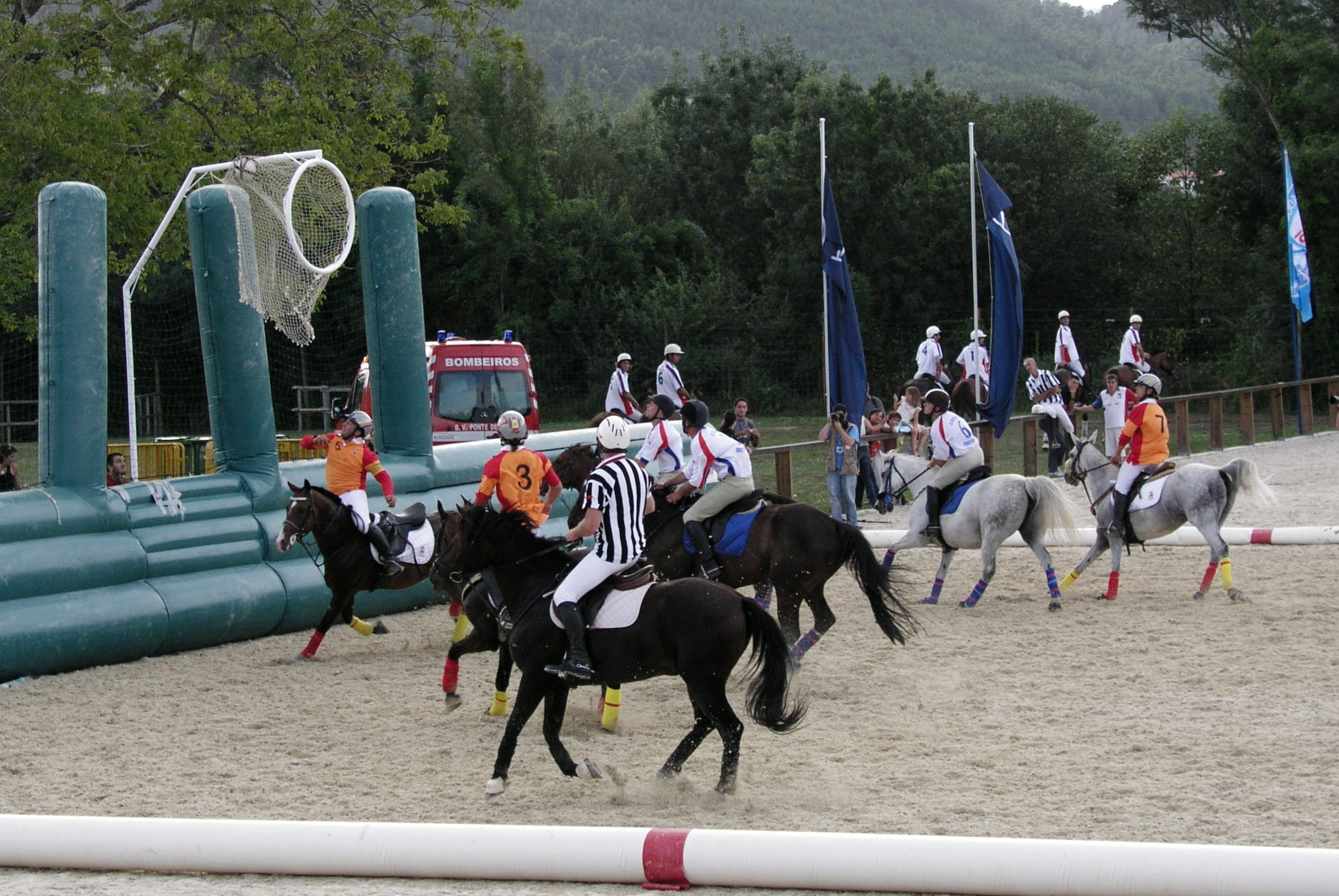
Horseball

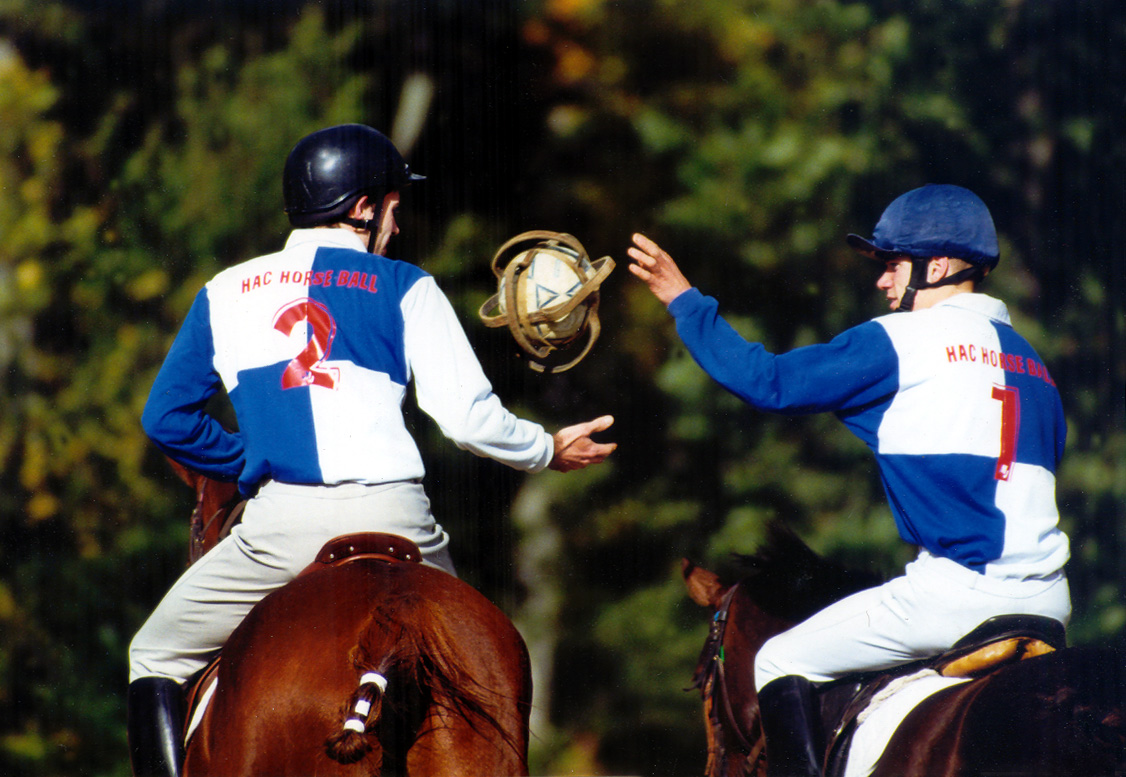
Horseball

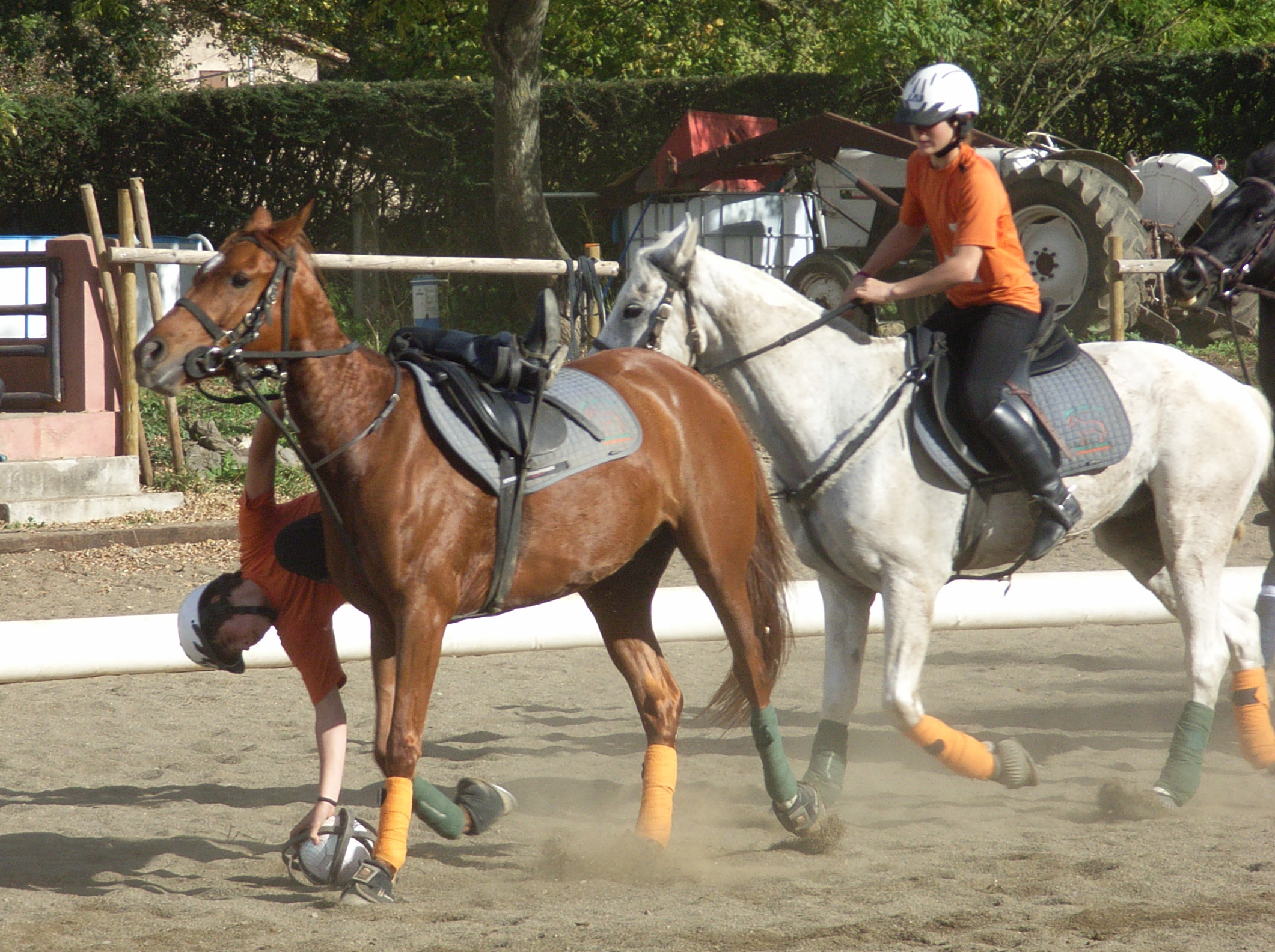
Ramassage, dat wil zeggen het oprapen van de bal

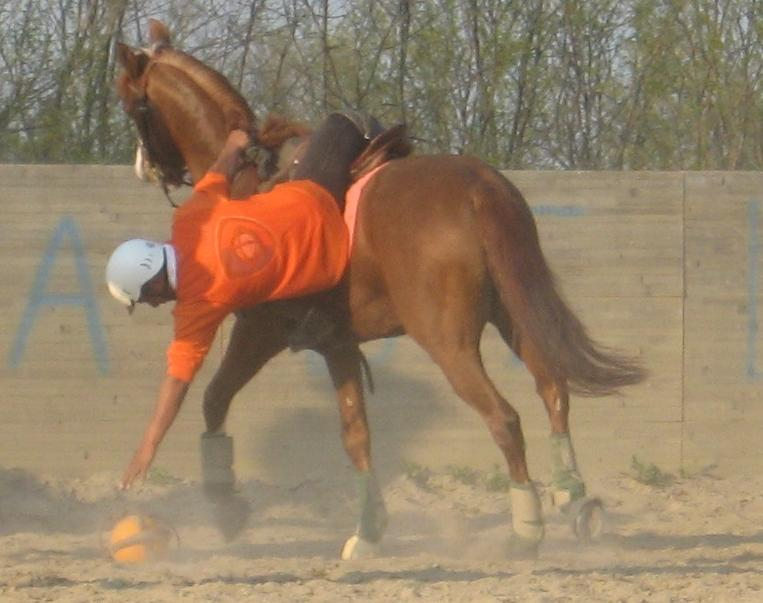
Ramassage

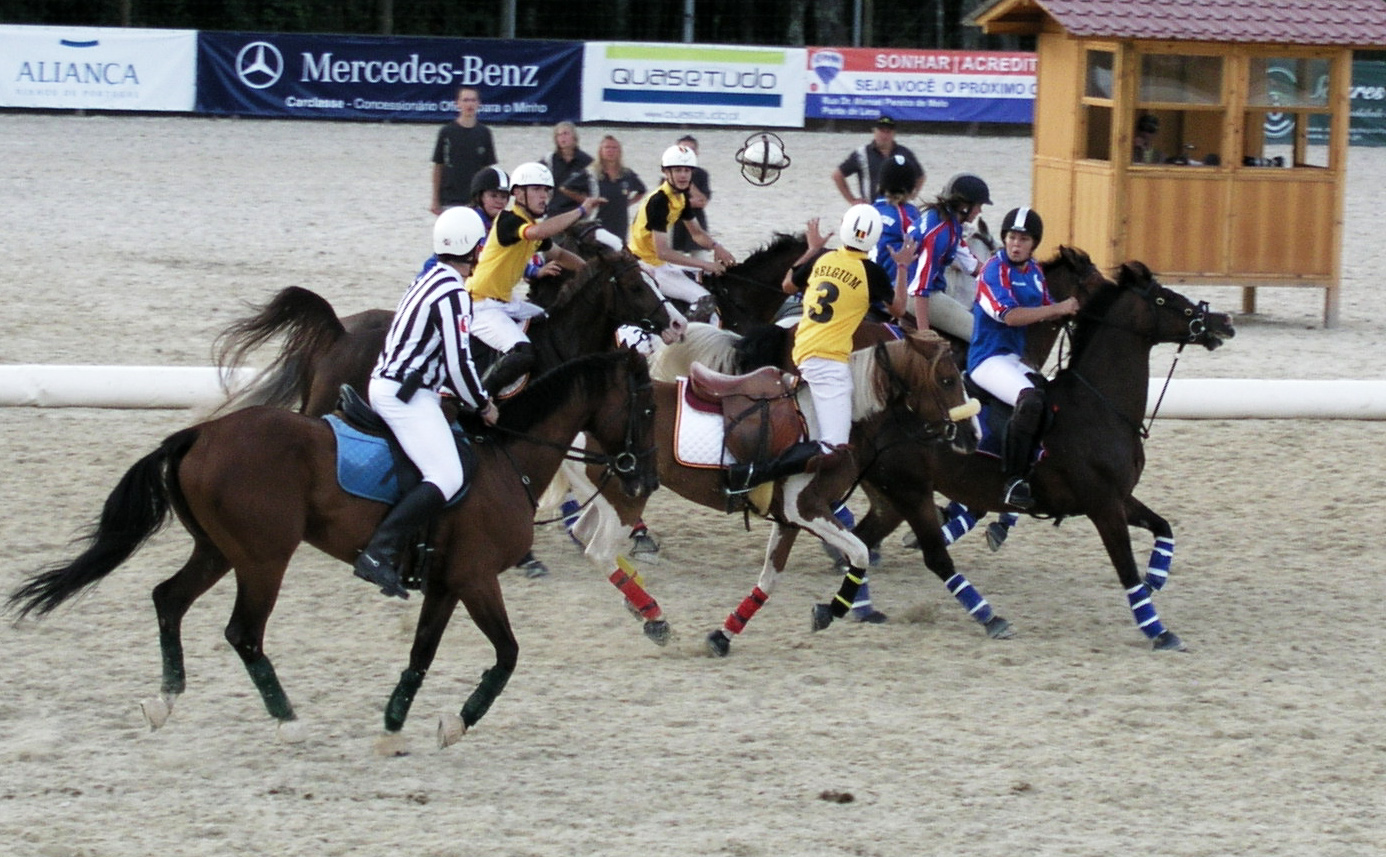
Horseballwedstrijd

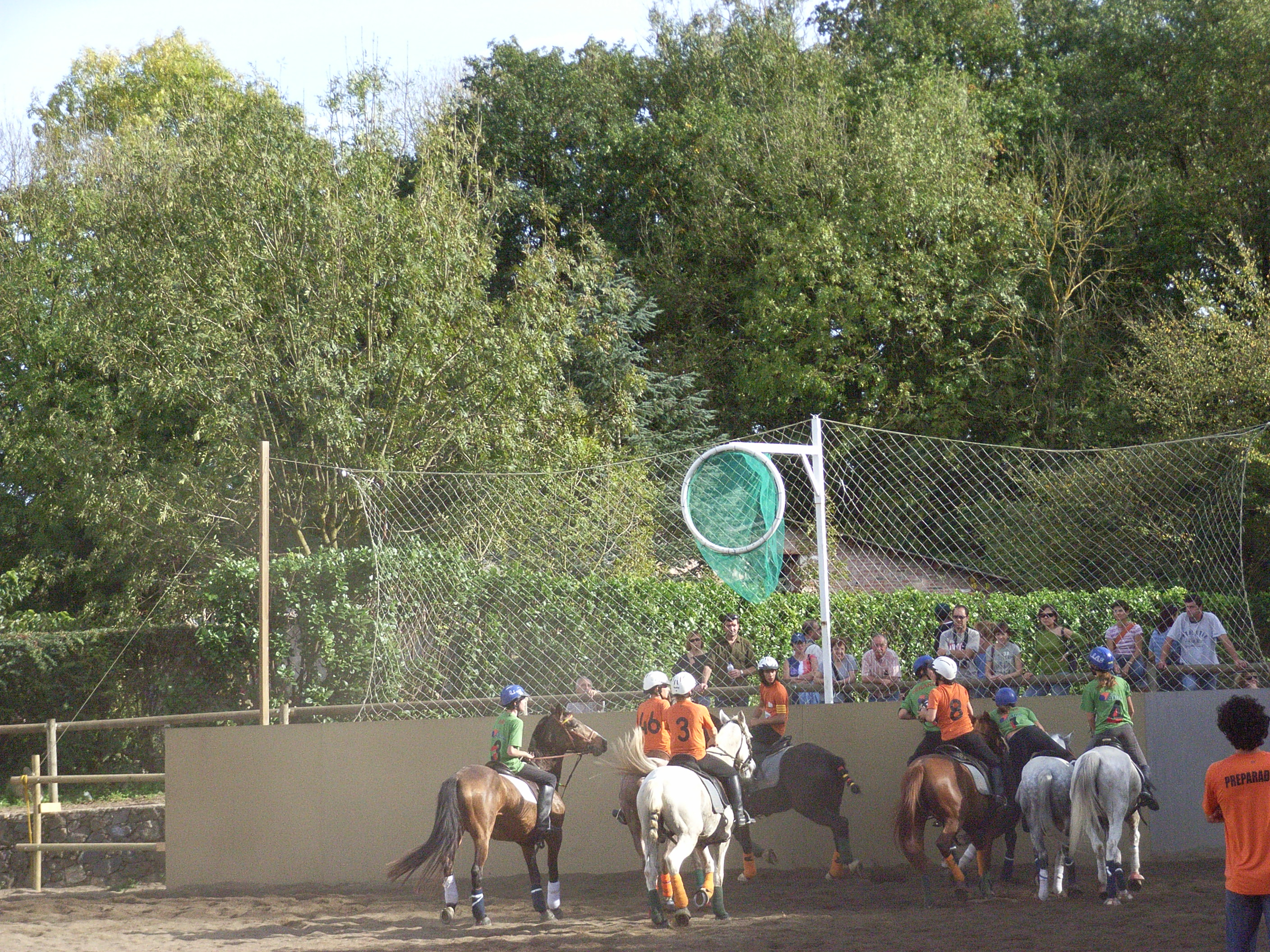
Horseballspeelveld

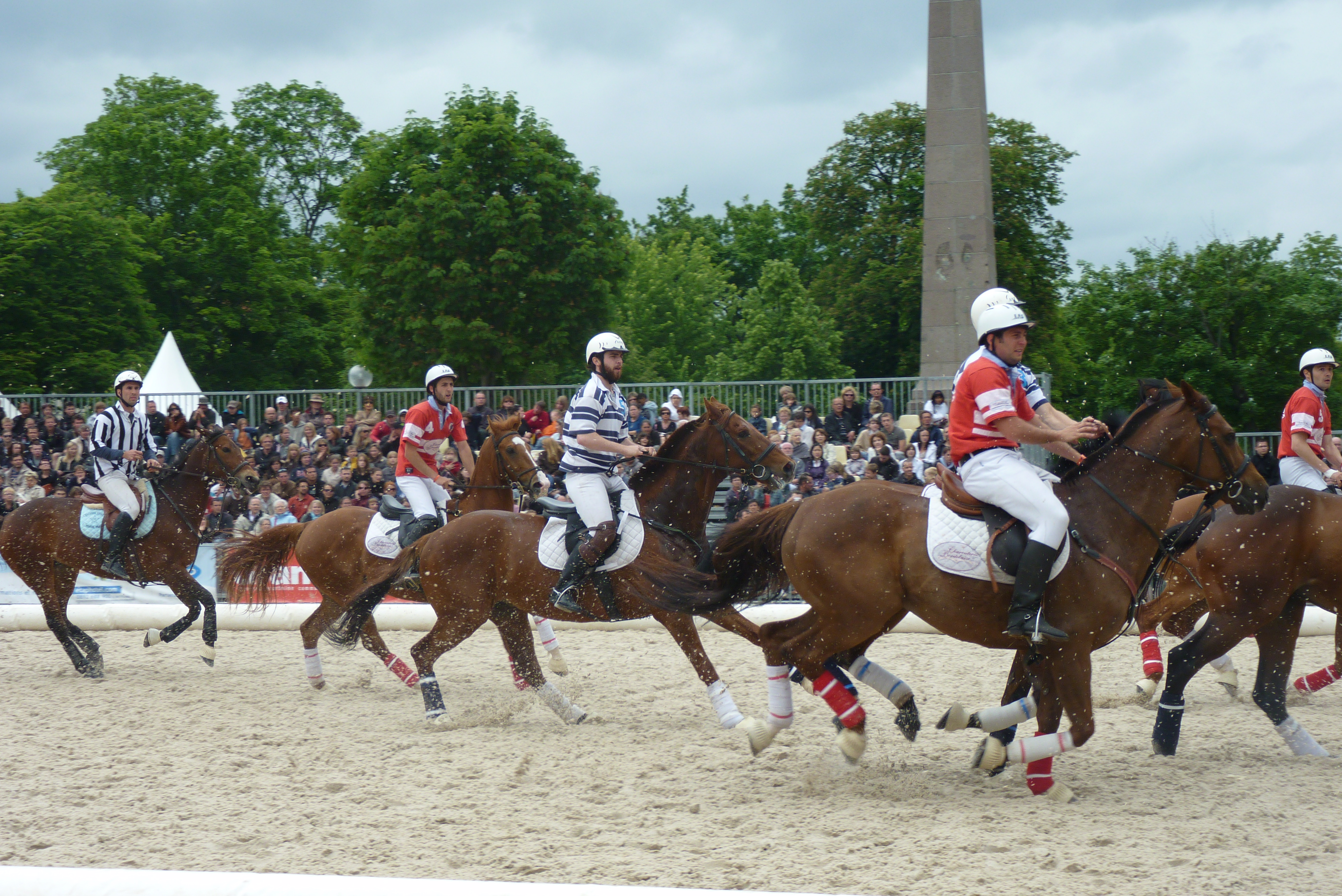
Finale Frans kampioenschap

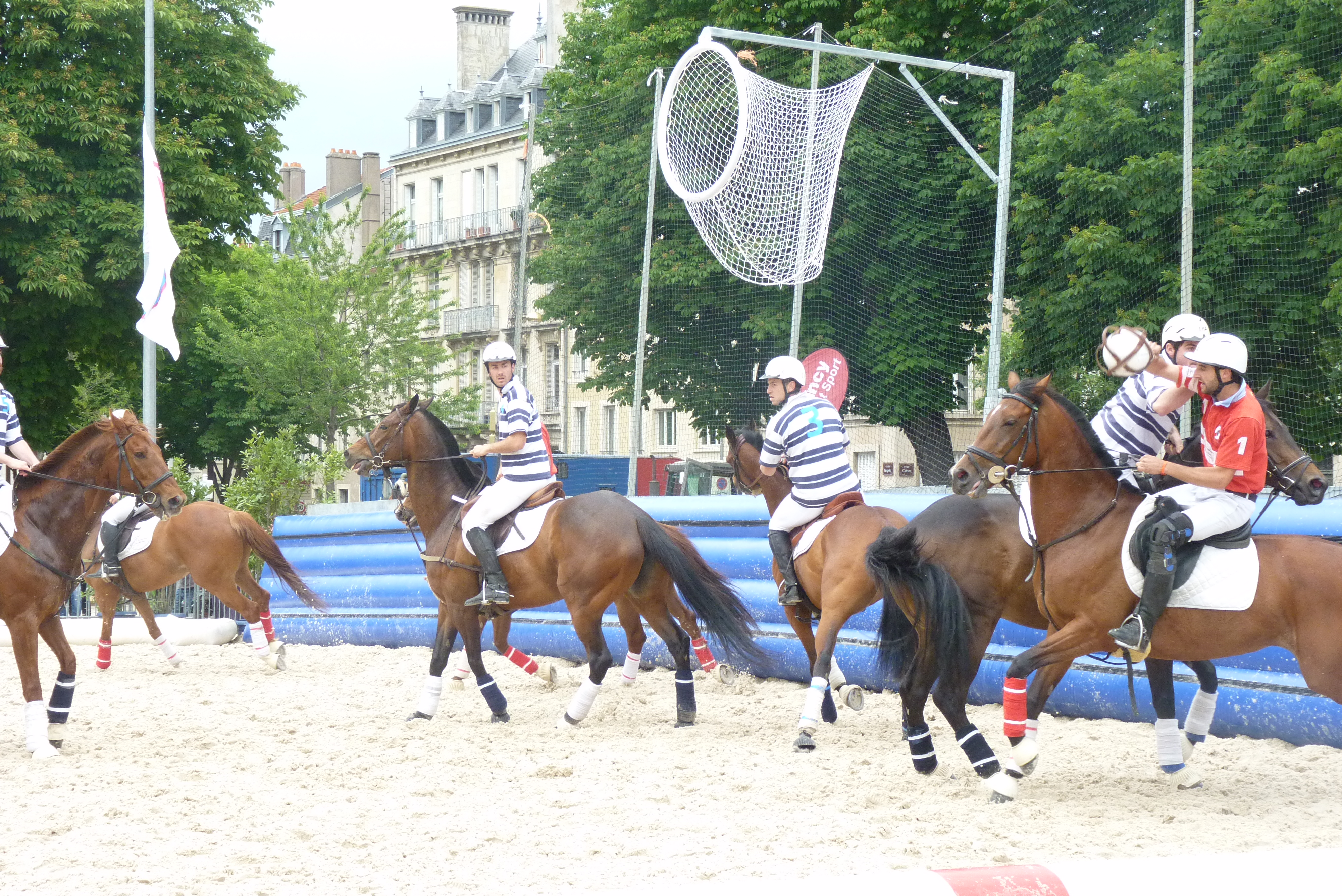
Finale Frans kampioenschap

Horseball is een  paardenbalsport die een combinatie is van veel verschillende sporten. Behalve de paardensport, zijn sporten als handbal, basketbal, rugby en korfbal van belang geweest voor de ontwikkeling van horseball.

## Ontstaan
Horseball ontstond eind jaren zestig in Frankrijk. De Franse Paardensportfederatie (FFE) was op zoek naar een nieuwe discipline binnen de paardensport. Het moest een sport worden die niet duur was om uit te oefenen en makkelijk was te organiseren voor manegehouders. Het principe van horseball, dat gebaseerd is op de Centraal-Aziatische sport buzkashi, viel daar precies in. De sport kan uitgeoefend worden door mensen van allerlei leeftijden, die goed kunnen rijden. Er kan gereden worden op elk soort rijpaard en in een manege met de standaard omvang, namelijk 20x60 meter (hoewel 25x65 meter wordt aangeraden). Te paard wordt een soort basketbalwedstrijd gespeeld.
In 1979 werd in Bordeaux (Frankrijk) de eerste officiële wedstrijd georganiseerd. Liefhebbers van de sport richtten teams op in Portugal en België. In 1992 werd het eerste Europese kampioenschap georganiseerd, met Frankrijk als winnaar, Portugal als tweede en België als derde. In 1999 werd de International Horseball Federation (FIHB) opgericht, waarna er al snel in andere landen (Engeland, Italië, Duitsland en Nederland) teams ontstonden, die onderling, via de FIHB, nauwe contacten onderhielden met elkaar.

## Spel en spelregels
Horseball is een teamsport, waarbij twee teams van zes personen (waarvan twee reserves) op hun paarden in het veld staan. Aan de kopse kanten van het veld zijn, net zoals in de meeste andere balsporten, de doelen. Deze doelen hangen 4,5 meter boven de grond, en zien eruit als hoepels met een diameter van 1 meter. Door te tossen met een munt wordt bepaald welk team als eerste begint. Met een voetbal (formaat T4, 6/700 gram), voorzien van leren riemen die de grip bevorderen, moet vervolgens geprobeerd worden in de doelen van de tegenstanders te scoren. De spelers mogen alleen een poging tot scoren doen, als zij met de bal in de hand in minstens drie passen, drie spelers zijn gepasseerd. Elk doelpunt is 1 punt waard. Een horseballwedstrijd duurt 20 minuten, opgesplitst in twee perioden van 10 minuten met tussendoor een pauze van 3 minuten.
Volgens de door het FFE vastgestelde regels moet een horseball-speler de volgende uitrusting gebruiken:
- Een paardrijhelm die goed bevestigd is
- Paardrijlaarzen
- Een specifiek uniform per team, waarop op zowel de achterzijde (20 cm) als de voorzijde (10 cm) het spelernummer (1 t/m 15) staat
- Rugbescherming (aangeraden)
- Geen sieraden

Sporen mogen over het algemeen gedragen worden, maar stersporen en soortgelijke, gevaarlijke artikelen zijn verboden. Ook zwepen zijn tijdens competities niet toegestaan.

## Horseball in België
In België is horseball reeds enkele jaren in ontwikkeling. Op de eerste Europese kampioenschappen in 1992 bereikte het land de derde plaats. In 2004 werd de vraag naar de sport dusdanig groot, dat er een Commissie van Horse-Ball werd ingesteld. Deze commissie stelt regels op, plant wedstrijden en levert scheidsrechters voor nationale en internationale competities. Inmiddels zijn er in België zestien teams ingeschreven bij deze commissie en kent het land eigen nationale kampioenschappen voor horseball.

## Horseball in Nederland
In Nederland werd horseball voor het eerst gespeeld in eind 2005, HC Zeijen in Vries. Agnes Dalemans verzorgde de eerste training in Nederland, en richtte zich daarbij voornamelijk op kinderen. Op 28 december werd de Stichting Promotie Horseball Nederland in het leven geroepen, met het doel horseball dusdanig te promoten, dat Nederland binnen aanzienlijke tijd in staat is mee te doen aan internationale wedstrijden.
Op 16 juli 2006 werd in Vries de eerste Nederlandse horseballdag gehouden. Er speelden teams van Paardencentrum Dalemans, De Bongerd uit Glimmen, PRC Westland uit Den Haag en een team van het Hoefijzer uit Buggenhout (België). De horseballdag werd bezocht door circa 500 belangstellenden en veel kranten, waaronder De Telegraaf, hebben recensies geschreven. RTV Drenthe heeft er tv-opnames gemaakt.
Ook in Noord-Brabant wordt sinds 2005 aan horseball gedaan. Horseballteam Brembos uit Roosendaal heeft het bekend maken van de sport daar onder haar verantwoordelijkheid genomen.
Sinds 2012 is er ook een nationale competitie in Nederland. Hier doen vijf teams aan mee.
HVV (Horseball Vereniging Venlo), Brembos, manege Beekshof Horseball Delfzijl en horseballteam Venlo.
Er waren drie speelweekenden waarin alle vier de teams het twee keer tegen elkaar opnamen.
De eerste editie van het kampioenschap werd gewonnen door Brembos met het hoogst mogelijke aantal punt 18,
op de tweede plaats eindigde manege Beekshof met 12 punten, derde werd horseballteam Venlo met 6 punten, en de laatste plaats ging naar HVV met 0 punten. Bij de ponyteams behaalde horseballteam Venlo de 1e plaats, Delfzijl de 2e plaats en Beekshof de 3e plaats. Ook in 2013 werd wederom horseballteam Venlo Nederlands kampioen bij de pony's.
In 2015 werd, onder de vlag van de KNHS, de Horseball Vereniging Nederland (HVN) opgericht. Deze vereniging heeft tot doel horseball in Nederland te stimuleren.
Horseball werd in december 2014 in op het KNHS-centrum in Ermelo met een feestelijke eindcompetitie aan het publiek voorgesteld als officiële discipline binnen de Nederlandse paardensport. Horseball Delfzijl werd met overmacht bij de pony's Nederlands kampioen. Brembos werd voor het derde jaar op rij kampioen bij de paarden.
In 2024 zijn er nog altijd twee teams in Nederland actief bezig met de sport horseball, namelijk Horseballteam Boekend in Venlo en Horseballteam Vries in Drenthe. 

## Europees kampioenschap
Gemengd
| - 1992 : 1. Frankrijk - 1993 : 1. Frankrijk - 1994 : 1. Frankrijk - 1995 : 1. Frankrijk - 1996 : 1. Frankrijk - 1998 : 1. Frankrijk - 1999 : 1. Frankrijk - 2000 : 1. Frankrijk - 2001 : 1. Frankrijk - 2002 : 1. Frankrijk - 2004 : 1. Frankrijk - 2005 : 1. Frankrijk - 2006 : 1. Frankrijk - 2007 : 1. Frankrijk | - 2. Portugal - 2. Portugal - 2. Portugal - 2. België - 2. Portugal - 2. Portugal - 2. Portugal - 2. België - 2. België - 2. België - 2. Portugal - 2. België - 2. Italië - 2. Spanje | - 3. België - 3. België - 3. België - 3. Portugal - 3. België - 3. Oostenrijk - 3. Italië - 3. Italië - 3. Engeland - 3. België - 3. Spanje - 3. België - 3. Portugal |

Dames
| - 2003 : 1. Frankrijk - 2004 : 1. Frankrijk - 2005 : 1. Frankrijk - 2007 : 1. Frankrijk | - 2. België - 2. Duitsland - 2. Duitsland - 2. Spanje | - 3. Duitsland - 3. België - 3. Verenigd Koninkrijk - 3. Verenigd Koninkrijk |

Het Nederlandse team is inmiddels in training voor een eerste deelname aan de Europese kampioenschappen.
In 2007 vond ook voor de eerste maal in de geschiedenis van de horseball de European Champions League plaats. Vier Europese ploegen werden hiervoor geselecteerd, te weten:
1. Chambly Horseball Team uit Frankrijk
2. Sporting Clube de Portugal
3. Club d’Equitació Esportiva Cardedeu uit Spanje
4. Horseball Team Caramel uit België

De gouden medaille ging naar Frankrijk, het zilver was voor Portugal en de bronzen plak ging naar Team Caramel uit België.